# Резенди
Резе́нде, в порт.-браз. произношении Резе́нди (порт. Resende; [ʁɛ'zẽd(ɨ)]) — посёлок городского типа в Португалии, центр одноимённого муниципалитета в составе округа Визеу. По старому административному делению входил в провинцию Дору-Литорал. Входит в экономико-статистический субрегион Тамега, который входит в Северный регион. Численность населения — 2,9 тыс. жителей (посёлок), 12,4 тыс. жителей (муниципалитет) на 2001 год. Занимает площадь 122,71 км².
Покровителем посёлка считается Иисус Христос (порт. São Salvador; [ ]). Праздник посёлка — 29 сентября.

## Расположение
Посёлок расположен в 49 км на север от адм. центра округа города Визеу.
Муниципалитет граничит:
- на севере — муниципалитет Байан, Мезан-Фриу
- на востоке — муниципалитет Ламегу
- на юге — муниципалитет Каштру-Дайре
- на западе — муниципалитет Синфайнш

## История
Посёлок основан в 1514 году.

## Население
| Численность населения муниципалитета по годам | Численность населения муниципалитета по годам | Численность населения муниципалитета по годам | Численность населения муниципалитета по годам | Численность населения муниципалитета по годам | Численность населения муниципалитета по годам | Численность населения муниципалитета по годам | Численность населения муниципалитета по годам | Численность населения муниципалитета по годам |
| --------------------------------------------- | --------------------------------------------- | --------------------------------------------- | --------------------------------------------- | --------------------------------------------- | --------------------------------------------- | --------------------------------------------- | --------------------------------------------- | --------------------------------------------- |
| 1801                                          | 1849                                          | 1900                                          | 1930                                          | 1960                                          | 1981                                          | 1991                                          | 2001                                          | 2004                                          |
| 4128                                          | 3506                                          | 19 334                                        | 21 894                                        | 20 226                                        | 15 356                                        | 13 675                                        | 12 370                                        | 11 978                                        |

## Состав муниципалитета
В муниципалитет входят следующие районы:
1. Анреаде
2. Барро
3. Каркере
4. Фейран
5. Фелгейраш
6. Фрейжил
7. Миомайнш
8. Овадаш
9. Паншорра
10. Пауш
11. Резенде
12. Санта-Эулалия
13. Сан-Сиприану
14. Сан-Жуан-де-Фонтора
15. Сан-Мартинью-де-Моруш
16. Сан-Роман-де-Арегуш